# Epalte
Epalte, (in greco antico: Ἐπάλτης), personaggio dell'Iliade (XVI, v. 415), fu un guerriero troiano. 
Epalte fu ucciso da Patroclo nell'azione bellica descritta nel libro XXI dell'Iliade relativo a Patroclo.
()